# Retrato de una niña con una boina roja (Durero)
Retrato de una niña con una boina roja (en el original en alemán, Mädchens mit rotem Barett), es una pintura de Alberto Durero. Se trata de un retrato de una joven mujer, una pintura al óleo sobre pergamino aplicado sobre madera. Está datada en 1507 y se conserva en la Gemäldegalerie de Berlín.

## Historia
Se trata de un pergamino sobre madera de 32,5 x 22,3 centímetros.
Este retrato, firmado y fechado en 1507, el mismo año que suAdán y Eva, fue pintado por Alberto Durero probablemente en la ciudad de Nürenberg, justo después de su regreso de su segundo viaje a Venecia.
El retrato representa a una mujer joven vestida a la manera alemana. Se desconoce la identidad de la modelo. Hay hipótesis que sostienen que se trata de un simple estudio, sin apuntar a ninguna persona en concreto, en realidad, no se sabe. La gama de colores está entre el rojo y el verde. El escote cuadrado del corpiño resalta la parte superior del cuerpo.
La pieza de joyería hecha de un rubí y una perla colgando en la boina roja ladeada indican que se trata de una mujer de clase alta y le da un aire ligeramente descarado. El cabello suelto indica que se trata de una joven doncella, soltera y virgen.
Sus primer propietario fue la familia Imhoff de Núremberg y aparece citada en sus inventarios hasta 1628. En 1633 fue entregada junto con otras obras de Durero a Abraham Bloemaert, artista y comerciante de Ámsterdam. En 1899 reaparece en Londres, y la firma  P. y D. Colnaghi la donó a la Gemäldegalerie de Berlín donde se exhibe. Cuando fue vendida a Bloemaert, la "niña" se convirtió en "niño" y Panofsky (1955) le atribuye una naturaleza andrógina que podría revelar las tendencias homosexuales de Durero. Una carta burlona de 1507 del canónigo Lorenz Behaim de Bamberg y el hecho de que la obra no parece haber sido un encargo apoyaría esta hipótesis.